# Nationaal park Murchison Falls
Het Nationaal park Murchison Falls (Engels: Murchison Falls National Park) is een nationaal park in het noordwesten van Oeganda en strekt zich landinwaarts uit vanaf de oever van het Albertmeer. De Witte Nijl stroomt van oost naar west door het park en heeft wilde watervallen en stroomversnellingen. Het 3860 km² grote park is genoemd naar de Murchison watervallen, die op hun beurt genoemd zijn naar de Schot Roderick Murchison, oprichter van de Royal Geographical Society. Het park wordt ook wel Kabalega Falls National Park genoemd. Het ligt op zo'n zes uur rijden van Kampala. 
In het park bevinden zich de rothschildgiraffes, nijlpaarden, nijlkrokodillen, olifanten, buffels, leeuwen, verschillende soorten antilopen (waaronder de 'Ugandan Cob') en diverse soorten vogels. Het wild heeft zich gedeeltelijk hersteld van de slachting door stropers en soldaten van Idi Amin.
Het park grenst aan het Budongo Central Forest Reserve, het Kaduma Game Reserve en het Aswa-Lolim Game Reserve.
In 2022 werden definitieve plannen opgemaakt voor de aanleg van de Oost-Afrikaanse oliepijpleiding, die deels door het natuurpark zou lopen. 